# Alegorija
Alegorija je lik (in tudi literarno delo), pri kateri je abstraktni svet predstavljen s konkretnim v čutno dojemljivi podobi. Beseda izvira iz grške besedne zveze àlla agoreio in pomeni 'drugače govorim, govorim v podobah'.
Alegorija je pripoved v prispodobi (skriti simboli, personifikacije, Bogovi...). To besedo največkrat uporabljamo v likovni umetnosti za analiziranje umetniških del npr. relief na oklepu Cesarja Avgusta govori o miru, ki ga je le ta sklenil. Upodobljeni so Bogovi, ki naj bi to odobravali.
Obstajata dve vrsti alegorije:
- umetniška: je umetniški način prikazovanja teme s pomočjo abstrakcije;
- razlagalna: je smer, ki se ukvarja z razlaganjem umetniške alegorije.

## Definicija
Pojem alegorija izhaja iz grškega glagola allegorein, ki pomeni »govoriti drugo, govoriti drugače« in temelji na predstavljanju pojmovno-idejnega sveta s pomočjo konkretnih podob, likov, prizorov.
V antični retoriki je termin alegorija sprva označeval metaforičen pomen celega stavka oz. povedi za razliko od posamezne besede kot metafore npr. v Ciceronovem govoru  Proti Pizonu (9,29): »Jaz, ki sem v hudih neurjih in valovih vodil državno ladjo in sem jo nepoškodovano pripeljal v luko, jaz da bi se bal tvojega mrkega čela in duha tvojega prijatelj?« Dandanes se podobni stavki imenujejo metafore, medtem ko je termin alegorija razširil svoj pomen zahvaljujoč alegorezi. V primerih, ko je bilo možno tekst razložiti tako, da se je pomen njegovih besed v celoti v vseh podrobnostih zavestno prenašal na čisto drug niz pojavov, o katerih v tekstu ni bilo govora, toda ravno v tem prenesenem pomenu je bil pravi smisel teksta, takrat je alegorija dobila veliko širši pomen od metafore, ta njen novi pomen pa jo je privedel v bližino pojmov kot sta simbol in parabola. »Z alegorijo in simbolom se označuje nekaj takega, čigar smisel ne leži v njegovi pojavnosti, obliki, se pravi v besedah, ampak v pomenu, ki se nahaja izven njega. Namesto tega, kar imamo namen reči, kažemo na nekaj drugega, nekaj bolj otipljivega, ampak na tak način, da je vseeno možno razumeti, kaj je tisto drugo« (Gadamer). Po Gadamerjevem mišljenju je do  strogega ločevanja pojma alegorije in simbola prišlo šele od 18. stoletja naprej (Rečnik književnih termina: 13).
O alegoriji govorimo torej takrat, ko se neka metafora v literarnem delu vseskozi podaljšuje in ni vsebovana samo v eni ali nekaj besedah, ampak v celotnem govoru avtorja, ko svoje misli in opazovanja predstavlja v takšnih oblikah, ki nimajo poleg podobnosti nobene zveze z njegovimi mislimi.  Praviloma implicira več pojmov, in sicer alegorijo kot retorično figuro in tekstno strategijo, alegorijo kot literarni žanr in alegorijo kot alegorezo oz. alegorično interpretacijo. Alegoreza ali dejanska praksa alegoričnega interpretiranja tekstov je razlaga dela z namenom, da se odkrije njegov skriti pomen. To pomeni, da delo kaže na nekaj več in nekaj boj globokega od tega, kar je v njem na prvi pogled povedano. Tak pristop je uvedel Teagen, ki je kot prvi alegorično razlagal mite (konec 6. st. pr. n. št.) in pojasnjeval odnose med bogovi z alegorično sliko odnosov in borbe med nasprotnimi naravnimi elementi. 
Z definicijo pojma so se jezikoslovci začeli bolj aktivno ukvarjati v 19. stol. in  ponujali so njegovo  obširno razlago, ki je temeljila predvsem na grški etimologiji: »govorim drugače, tj. nekaj drugega, ne to, kar dejanske besede označujejo, ampak nekaj v prenesenem pomenu. Govoriti alegorično pomeni  figurativno, preko podobnosti. V okviru gesla  alegorija so govorili še o pojmu »alegoričnost« (postavitev v prispodobah) in »alegoričen« (prenesen, zaznamovan s podobnostjo, figurativen). Alegorija je bila večkrat definirana  kot »prenesen govor, podobnost«, na primer trikotnik obdan z žarki ne označuje tega, kar prikazuje, ampak božjo previdnost, ovčka z zastavico označuje Jezusa Kristusa, sidro pa upanje. 
Uporaba alegorije v književnosti, še posebej pa v pesništvu je zelo široka. Predvsem je njen cilj prijetnejša oblika, v katero poskuša avtor »obleči« moralne nauke in resnice, ki v tej »preobleki« bolj učinkovito umsko in miselno ganejo bralca in mu dlje časa ostanejo v spominu. Skoraj vsa grška in egipčanska mitologija sta neke vrste alegoriji. Vsak mit govori o določenih človeških značilnostih, npr. zgodba o Dedalusu  in Ikarju je prispodoba razuma, zdrave pameti in izkušenosti na eni strani ter kritika nerazsodnosti, mladostne neizkušenosti in zaletavosti na drugi.         
Alegorija je lahko lik, dogodek, fabula v literarnem delu ali celotno delo (parabola), ki ima poleg dobesednega pomena še druge, bolj skrite in domiselne, alegorične pomene. Zveza med obema značilnima plastema ima največkrat konvencionalen pomen, določen z versko, literarno ali ikonografsko tradicijo, včasih pa sloni na naravni podobnosti (na primer pekel v plamenih - kazen za grehe, potapljajoča se ladja - država v nevarnosti, Orfej z liro v roki - odrešilna moč glasbe). Pomen podobe pri tem ni jasen iz nje same (kot pri simbolu), je torej razumljiv samo iz pojma, ki ga predstavlja.                                                                                                                          
Likovno alegorija v čutno dojemljivi podobi označuje mnogo bolj abstraktne pomene, le da so ti pomeni že vnaprej natančno razumsko določeni, torej ne samo nakazani, sluteni. 
Pojem alegorija je zelo blizu simbolu. V današnji literarni teoriji se je kljub temu udomačila potreba po ostrejšem razločevanju med obema pojmoma. Tudi alegorija je podobno kot simbol oznaka za posebno zvezo ali razmerje med motivom in temo literarnega dela. Podobno kot simbol ima za podlago kak motiv, ki sam na sebi ni zadosten, saj kaže na globlji »smisel«, ta pa se skriva v temi, ki mu je v celoti besedne umetnine dodana ali prirejena. Razlika med alegorijo in simbolom je ta, da je tema, na katero meri alegorični motiv, zmeraj idejno-racionalna in le v majhni meri afektivno-emotivna. Kjer se alegorije ne da razložiti z razumsko razlago, nimamo opraviti s pravo alegoriko, ampak s simbolom ali vsaj s tvorbo, ki je bližja simboliki. Meja med pojmoma je pogosto nerazvidna, zabrisana in jo torej lahko označimo za prehod.
Medtem ko pri simbolu literat v ozadju posameznosti (kakor je npr. »klanec«) išče širše, splošnejše pomene, z alegorijo natančno domišljeni splošnosti skuša najti konkreten, enkraten znak.
Alegorija je bila že v pozni antiki, nato pa zlasti v srednjem veku in baroku umetniško sredstvo za ponazoritev teoloških in filozofsko etičnih vsebin.
Alegorija večinoma terja, da mora ključ za njeno razumevanje obstajati v kulturi njene lastne dobe, tako da jo bralec vnaprej lahko presodi in dojame s pomočjo takšnega ključa. V svetovni literaturi je na primer  Horacova podoba  ladje, ki jo premetava morje alegorija države v težavah. V slovenski književnosti pa so zgled za to na primer podobe pri Devu v elegični pesnitvi Kranjskeh modric žaluvanje, kjer pesnik nagovarja in alegorično opisuje deželo Kranjsko. Poletni čas na primer slika preko pesniških predstav domače jablane, prepelice, pastirice, lastovke, zlasti pa slavca. Potem pa seže še po podobah, ki so vzete še bolj naravnost iz domače stvarnosti, skoraj brez literarnega obrazca v antiki: sklepane kose na senožetih, težko snopje v kozolcih, omlačeno žito, ki ga bo kmet meril na starje. Vsa ta prikazana idila je neke vrste alegorija na prečudovito kranjsko deželo, česar bi se moral vsak Kranjec zavedati. Lep primer alegorije v slovenski poeziji je tudi kovaško delo kot prispodoba pesniškega ustvarjanja. Dev jo je kot eden prvih uporabil v svoji pesmi Spevorečnost na Krajnske spevorečnike. S to alegorijo skuša bralcem pokazati, kako je delo pesnika težko in koliko truda mora vložiti, preden oblikuje neko delo. V sodobni slovenski književnosti pa se je od izida pesmi Edvarda Kocbeka Lipicanci začel pojavljati alegorični lik te prelepe živali in njene pozitivne preobrazbe. Ko je lipicanec majhen, je črn, ko odraste, postane bel. To je alegorija na slovensko zgodovino, ki se iz teme preraja v svetlobo (je moralno čista). Kocbekova pesem je tako hvalnica slovenskemu narodu.
Največje umetniško alegorično delo, ki najbolj celostno prikazuje vse te vsebine, je nedvomno Dantejeva Božanska komedija. V njej je Dante Alighieri združil vse vidike srednjeveškega sveta v zaokroženo celoto. Podlaga sta ji krščanska filozofija in teologija, pripoved sledi krščanskim predstavam o posmrtnem življenju - o peklu, vicah in nebesih. V to dogajanje so vključene številne zgodbe o resničnih in izmišljenih ljudeh Dantejevega časa, od papežev do preprostih meščanov. Poseben čar daje celoti ljubezen do Beatrice, ki ima alegoričen pomen. Zgodba govori o tem, kako Dante zablodi v temnem gozdu (grešno življenje), kjer sreča tri živali: risa (nečistost), leva (napuh) in volkuljo (lakomnost). Politična razlaga živali je sledeča: ris predstavlja Firence, lev francosko kraljestvo, volkulja pa papeštvo. Iz zagate reši Danteja Vergil (prispodoba razuma) in ga povede na dolgo pot odkrivanja življenja in sveta. Na svoji poti  Dante sreča vrsto znanih ljudi iz mitologije in zgodovine in se z njimi pogovarja. Največkrat uvršča avtor posamezne ljudi v dele pekla in vic, in sicer zgolj po svojih političnih simpatijah. V raj ga Vergil kot pogan ne more spremljati; tam ga vodi Beatrice (podoba božanske milosti). Preko tega alegoričnega dela pesnik razkriva vse najbolj banalne, podle in pokvarjene človeške strasti. Bralca prisili k refleksiji; vse v življenju je stvar izbire. Toda potem vedno pride do "višjega" obračuna in na koncu je vedno zlo kaznovano, dobro pa nagrajeno. 

## Personifikacija alegorije
Alegorija pogosto nastopa v obliki personifikacije. Na najbolj konvencionalen način so jo avtorji koristili v pravljicah z živalsko tematiko, kjer so bili vedno živalski liki poosebljeni in so tako alegorično predstavljali najbolj značilne človeške lastnosti, ki jih je zaradi moralnega nauka želel pisatelj izpostaviti. Tako vlogo so imele pravljice v času razsvetljenstva, vendar poleg moralističnih vsebin so tudi posredovale dokaj zapleteno, pogosto dramatično vizijo sveta. Personficirane živalske like je na primer v svojih pravljicah uporabljal Anton Feliks Dev. Pravljica Pav inu slavc  graja napuh vase zagledanega pava, hvali pa slavčevo petje in pridnost, ki na koncu zmaga. V svoji satiri Na sladnost Dev opominja vse tiste, ki se ne znajo upirati sli, ker jih potem čaka kazen (čebele opikajo preveč sladkosnedega medveda). V pravljici Lev inu podgana pa Dev skozi zgodbo o levu, privezanem na niti, ki ga reši mala podgana, graja človeško nehvaležnost, ki je pogosto plačilo za dobroto. Valentin Vodnik v svoji alegorični zgodbici Petelinčka daje primer človeške tekmovalnosti, ki se ne ozira na prijateljstvo. V pesmici Nemški in kranjski konj pa skozi alegorijo govori o težkem položaju slovenskega ljudstva pod nemško oblastjo. Drugi pogosti živalski alegorični liki so na primer:lisica, ki predstavlja prebrisanost, osel ─ trmoglavost, ovce ─ infantilnost in neumnost, čebele in mravlje ─ delovno zagnanost in pridnost itn. 
V slovenski poeziji 18. stoletja je lep primer alegorične personifikacije pesem iz Pisanic Mile pogovor med Dunavo inu Savo, kjer nastopajo reke kot predstavnice dveh dežel ─ Nemške in Kranjske in se med sabo pogovarjajo o žalovanju zaradi smrti kraljice Marije Terezije.

## Zgodovina
Zgodovino alegorije pravzaprav predstavlja igra poskusov povezanih z uvedbo natančne razlage, interpretacijo in mnogopomensko značilnostjo alegorije.
Alegorijo kot literarni trop omenja že antična poetika (Kvintilijan), njen izvor pa še kljub temu ni povsem jasen in je kot taka še vedno zanimiva tema za raziskovalce. Po navadi se omenjajo trije viri, in sicer 1) krog Biblije in kultura njene interpretacije; 2) orientalska pripovedka; 3) preoblikovanje antične kulture - desakralizacija, ki je povzročila, da so imena grških bogov dobila pomen določenih pojmov in idealnih značilnosti.
Zgodovina pojma je po eni strani povezana z retoriko po drugi pa s hermenevtiko, od  nekdaj pa je alegorija delovala kot posredovalka sporočil o resnicah, drugačnih od tiste, ki se zdi dojemljiva na prvi pogled.
Alegorija je dominirala v umetnosti srednjega veka. Takrat so alegoričen značaj začeli ex post pripisovati tudi starejšim delom in tako je npr. Vergilijeva Eneida postala pripoved o strmenju krščanske duše k čednosti, v  Prudentiusovi Psihomahiji so bila človeška kontradiktorna hrepenenja predstavljena kot borba med napakami in čednostmi. Od 12. stoletja je začela alegorija dobivati  značilno vlogo v ljubezenskih pripovedih kot so Tristan in Izolda, Romanca o Lancelotu Chretiena de Troyesa ali v  pripovedih o sv. Graalu. 

## Primeri alegorije v slovenski književnosti
Pisanice od lepeh umetnosti (Pesniški zbornik, gl. avtor in urednik Janez Damascen oz. Anton Feliks Dev) so bile prava zakladnica zgodb z alegoričnim pomenom. Ena najlepših  je elegija Kranjskih modric žalovanje, kjer avtor skozi alegorijo opisuje zamudništvo slovenske umetnosti in leposlovja ter pomanjkanje pesnikov, ki bi opevali čast in slavo kranjske dežele. Zgodba govori o kranjskih modricah (muzah umetnosti), ki so posodile svojega boga Belina  (alegorija na pesniški navdih) laškim sestram in zdaj jim ga te nočejo vrniti.  Zato vlada v Kranjski deželi velika žalost (piščali ne igrajo, strune na citrah samo škripajo). Tej pesnitvi sledi oda Veselje kranjskih modric na prihod njih Belina, v kateri pesnik izraža navdušenje nad pesniško pomladjo, ki da je prišla med Slovence s pevskim Apolonom. Oživi tudi sama narava in po človeško razodeva, kar vse pesnik doživlja. Od takrat naprej bodo slovenski Ovidi in Vergili slavili ime svoje domovine. S Kranjcem, ki je bil vesel rojstva slovenske posvetne poezije, je mišljen širši slovenski prostor. Belin pa alegorično predstavlja pesnika samega, seveda z njegovimi vrstniki, po katerem bi slovenski narod dobil čisti jezik, orodje za slovstveni napredek in s tem vstopnico v družbo kulturnih narodov.
Alegorične prispodobe je  uporabljal tudi Valentin Vodnik, ki je bil poleg Deva in Pohlina glavni soustvarjalec Pisanic. V uvodni pesmi tretjega letnika zbornika Prošnja na Kranjsko Modrino nagovarja Vodnik Modrino ─   muzo kranjske dežele, naj se mu pridruži  in mu poda svojo prečno piščal (flavto), kar alegorično pomeni, da si Vodnik želi pravega pesniškega navdiha in prosi muze, naj mu ga podarijo. Vodnik je v tej pesmi uporabil podoben nagovor kot Horacij v pesmi Descende coelo. 
V  Vodnikovi pesmi Ilirija oživljena,  se alegorija razteza skozi vse delo. Pesnitev je alegoričen govor personificirane Ilirije, ki je slavospev Napoleonu, vendar tudi slavospev slovenski zgodovini, izraža pa tudi upanje v veliko prihodnost. Poosebljena Ilirija zatrjuje, da Slovani že od nekdaj živijo na tej zemlji in da bo zdaj v njih stopil novi (Napoleonov) duh. Ta novi duh bo prerodil ves narod, ki bo mogočen živel naprej v srcu Evrope. S pesmijo Ilirija oživljena je Vodnik zapel slavo Napoleonu kot pobudniku "ilirske" zavesti Slovencev in Slovanov. Pesnitev je bila objavljena leta 1811 v Vodnikovi knjigi Pismenost ali Gramatika za Perve šole. 
Leta 1828 je izšla Veritijeva pripoved Popotnik široke in vozke poti ali popisovanje, kako se človek spači, v grehih živi, kako se poboljša in bogu služi. Lovro Pintar jo je1848 imenoval moralistični roman, Fran Levstik 1881 nabožna povest, Matjaž Kmecl pa nabožna vzgojna alegorija.  Zgodba je abstraktna, osebe so personifikacije moralnih lastnosti. Gre za pripovedovanje o mladeniču Feliksu (Srečku), ki se znajde v mestu Goljufije, kjer srečuje osebe sveto Željo, sveto Čistost, sveto Modrost, Bogoslužnost, Potrpežljivost, Pokoro - torej take, ki že po imenu kažejo na svoj alegorični, nerealni, ideologizirani značaj. Z zgodbicami poskuša avtor učinkovito vcepljati lepo obnašanje, pobožnost in druge vrline, ki se človeka sicer slabše oprijemajo.
Lep primer alegorije je tudi Levstikova pesem Umetnik, ki jo je sam avtor podnaslovil Alegorija. S pomočjo le-te upodablja pričujoč umetniški ustvarjalni proces od zavesti ustvarjalnega nemira, ki se v ugodnem trenutku bliskovito sprosti v ustvarjanje. Alegorično sta predstavljena dva svetova, ki se nato prelijeta v novi plodni, umetniški svet, ki ga avtor slika z različnimi vizualnimi podobami (npr. reka, ki nenadoma privre ob izviru iz zemlje). Končna umetnina je umirjena podoba umetnikovega ustvarjalnega preobilja in nemira, kakor je narava - umirjena podoba prvotnih ustvarjalnih moči. V pesmi je dejansko skoraj vsaka beseda podoba (razvezana reka, izvir, bregovi srca, vode se budijo, ribič...). 
Alegorija je tudi Stritarjeva pesem Sreča, poezija in Prešeren, objavljena leta 1877 v reviji Zvon, ki jo je sam urejal. Ta pesem je daljša, pripovedna, dialoška. V lepo okolje gozdička pride mlad človek, ki ga nagovori mlada ženska (alegorija sreče) in mu razlaga, kaj vse mu lahko ponudi (naravo, uživanje življenja, egocentrizem, cvetoče ravnine, čast, zlato, bele dvore). Tu so predstavljeni srednjeslojski ideali: sreča, uživanje, bogastvo - ti ideali veljajo še danes. Mladenič se da nagovoriti še eni ženski: Poeziji. Obe ga prepričujeta, naj se preda eni izmed njiju. Kar ponuja Sreča, ne prinaša globokega trajnega zadovoljstva. To doseže šele Poezija, ki ima nalogo tešiti brate, plačilo pa je večni spomin in hvaležnost naroda. Stritar predpostavlja, da mora biti pesnik nesrečen, da lahko poje (pesni), nagrada pa je večen spomin, ker se je odrekel zemeljskemu uživanju sreče.
Alegorija je tudi prisotna pri Simonu Gregorčiču v pesmi Kesanje. Avtor preko alegorije daje bralcu vedeti, kako bi moral živeti. Pesem govori o starcu, ki ga obiščejo njegova dela in misli, ki jih je nosil s sabo celo življenje. Pridejo tudi mladostne norosti, krivica in laži. Starec se ustraši in se končno zave svojih grešnih dejanj ter spozna njihovo zlo. Na koncu ugotovi, da je največja bolečina ravno kesanje, krivice in spomin, kar pomeni, da najbolje je, če človek celo življenje živi zgledno in pošteno. 
Na prelomu 19. in 20. stoletja je mesto alegorije sicer prevzel simbol, toda sodobna znanost kaže povečano zanimanje za alegorijo kot tudi razumevanje za njeno ključno vlogo v srednjeveški poetiki in umetniški teoriji. 
Povratek k alegoriji v 20. stol je povezan z antiverističnimi tendencami in zato je pogosto povezovan z  grotesko. Najboljši primer alegorije v 20. stol. so romani F. Kafke Proces (1925), in  Grad (1926), kjer je fantastični svet predstavljen z izrazom strahu, ki ga doživlja glavni lik.
V slovenski poeziji prve polovice 20. stol. jo pa najdemo na primer pri Božu Vodušku v pesmi Ladja sanj. Pesnik je tukaj uporabil klasični alegorični lik ladje kot prispodobe države. Ta ladja (država) je ladja sanj. Te sanje se v tem trenutku zdijo mogoče še nedosegljive, podobno kot mitični obljubljeni otok Atlantida, toda enkrat te sanje lahko postanejo resnične in bomo vsi doživeli svojo novo lepšo državo - deželo sanj, če pa ne mi, jo bodo pa gotovo doživeli naši zanamci, potomci (podoba otroka). 
Alegorične eksemple lahko opazimo tudi v sodobni postmoderni poeziji. Tak primer je pesem Krmilnica Alojza Ihana. S svojevrstno prispodobo v obliki krmilnice in v njej vladajoče hierarhije pravičnosti, hoče avtor pokazati neka višja, globlja spoznanja. Preko alegorične zgodbe o hranjenju in nadaljnjem pobijanju ptic v krmilnici prikazuje Ihan dejanske razmere, ki vladajo v sodobni moderni družbi, kjer nekateri neprestano s svojo logiko posiljujejo druge in ne opazijo, da se njihovi načrti naenkrat čisto izjalovijo oziroma popačijo. Na koncu človek ugotovi lahko samo to, da čeprav jih jasno vidi, družbenih nezakonitosti ne more spremeniti ali preprečiti. Ne glede na to, kako se bomo trudili, kakšne radikalne metode bomo uporabili, hierarhija bo še naprej obstajala. Veliki in močnejši bodo še vedno nadvladovali manjše in šibkejše. Tudi, če nekomu uspe odstraniti del le-teh, bodo na njihovo mesto prišli drugi, ki so bili prej v hierarhiji eno stopničko nižje, toda potem ti bodo postali najmočnejši in tako naprej...Avtor ugotovi, da takšna so pač dejstva, v takem svetu živimo. Pesnik prisili bralca, da se ta zamisli, ali bo mogoče res treba spremeniti, prerasti stereotipno razmišljanje in zrelativizirati neke resnice. 

## Alegorija v pregovorih
Alegorija je bila še posebej priljubljena v pregovorih. Najbolj domiselno jih je skupaj zbral Valentin Vodnik v svoji Novi pratiki npr.: Sušec - Trte se jokajo, potlej rodé, kteri pít hočejo,naj se poté (nauk, da nič ne pride brez truda); Veliki traven - Natóra jeseni pretrudna zaspi,zato se spomladi vesela zbudi (alegorično prikazana naravna cikličnost, delo:počitek);Gruden - Kdor klobas pozimi hrani,se poleti muham brani (nauk, da ni dobro biti skopušen); Mali srpan - Lej, ktir so poleti pred zarjo vstajáli,so bodo pozimi za hajdo naspali (alegorija na pridnost);enako tudi ponazarja ta pregovor, s tem, da je dodatno prisotna personifikacija: Veliki srpan - Obirajo hajdo nedolžne tatice, čbelárjem pa nósjo debele mošnjíce. Alegoričen pregovor je tudi ta: Jabolko ne pade daleč od drevesa (kakšni starši, takšni otroci).

## Alegorija v likovni umetnosti
Še bolj kot v pesništvu je priljubljena alegorija v likovni umetnosti: slikarstvu in kiparstvu (alegorične slike in kipi, kot na primer boginja Asteria s prevezanimi očmi - alegorija na pravičnost, obilni hedonistični angelci - alegorija na raj, Orfej z liro v roki - alegorija na glasbo itn.). Že v 16., 17. stol. so bili zelo priljubljeni posebni albumi tematsko urejenih slik z besednimi alegoričnimi komentarji, ki so predstavljale npr. posamezne čednosti, znanja, človeške čute, estetske kategorije. Ena prvih takšnih zbirk alegoričnih slikovnih predstav je bila Iconologija C.Ripeja, 1593. Poezijo je predstavljala ženska bogato oblečena v modri zvezdnati obleki, z bujnim oprsjem, naslonjena na liro s flavto v desni roki, lovorjevim vencem na glavi. Vsaka podrobnost je imela tukaj svoj alegorični pomen: lira in flavta je kazala na povezavo poezije in glasbe, lovorjev venec je pomenil slavo, bujno oprsje plodnost, bogata obleka božanskost.